# Фермон (Квебек)
Фермон (фр. Fermont) је град у Канади у покрајини Квебек. Према резултатима пописа 2011. у граду је живело 2.874 становника.

## Становништво
Према резултатима пописа становништва из 2011. у граду је живело 2.874 становника, што је за 9,2% више у односу на попис из 2006. када је регистровано 2.633 житеља.
| 2006. | 2011. |
| ----- | ----- |
| 2.633 | 2.874 |